# 被爆者

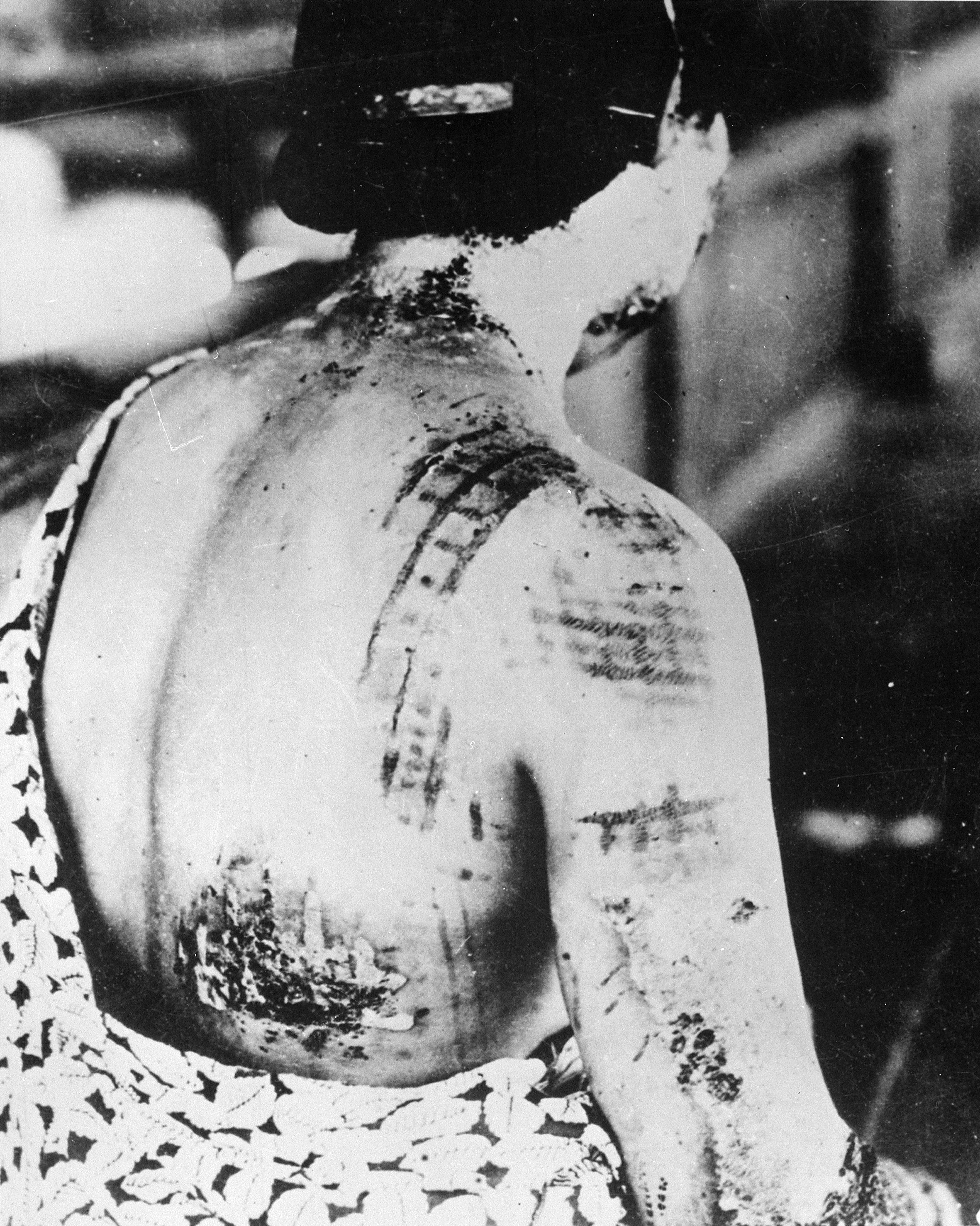
被原子弹爆炸灼伤的女性。身上衣服颜色较深的部位，灼伤的更为严重。

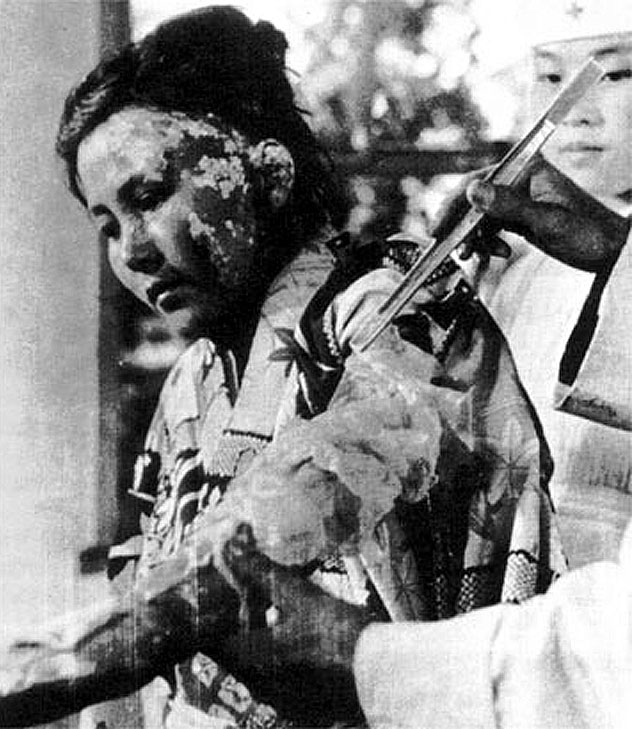
被爆幸存者

被爆者（日语：／ Hibakusha */?，發音：[çibaꜜkɯ̥ɕa] 或 [çibakɯ̥ꜜɕa]）是日语詞彙，指第二次世界大戰末，在日本廣島與長崎原子彈爆炸中受核辐射影响而出现身体健康状况异常的受害者。在日本也特指依照原子弹被爆者援护法的规定持有被爆者健康证的人。被爆者通常出现白血病、癌症等，此类由原子弹爆炸而引发的病症称作原爆症。若被爆者於原子彈爆炸時懷孕，則其胎兒稱作胎內被爆者，被爆者的下一代称作被爆二世，再下一代則是被爆三世等。但是核辐射能否引发遗传病，还没有科学的证明。
此外，不僅是人類，受原子弹爆炸影響而暴露於輻射下的物體也有類似稱呼，如「被爆建築物」、「被爆電車」、「被爆樹木」、「被爆鋼琴」等。根據日本厚生勞動省於2024年7月1日公布的資料，截至2024年3月底，持有被爆者健康手冊的被爆者人數為106,825人，較前一年減少6,824人，平均年齡為85.58歲，較前年上升0.57歲。依都道府縣別統計，被爆者人數最多的地區為廣島縣（51,275人），其次為長崎縣（25,966人）、福岡縣（4,311人）與東京都（3,557人）等地。

## 急性病症
由原子弹带来最直接的伤害是爆炸时所产生的巨大能量能直接造成人体灼伤，随后紧接着的就是建筑物等倒塌以及爆炸引发的火灾造成的伤亡。即使有幸逃过灼伤、砸伤等危险的被爆者在此后也大多持续出现四肢无力，高烧，泻痢等症状。此外还有脱髮，身体上出现血斑等症状。出现血斑的病人，一般会在短时间内死亡，所以被称为死亡斑点。这一系列的病症通常在爆炸发生年内出现，被统称为急性病症。

## 被爆者健康证
事后日本政府为被爆者提供的身份证明。在日本的被爆者将此证与保健医疗卡一同出示，便可在医疗部门接收免费的诊察、医疗、投药、住院等服务。其中被爆者适用定義範圍包含：
- 原子爆炸指定区域内的直接受害人及其胎儿。
  - 原子彈爆炸当时的广岛市、安艺郡祇园町、安艺郡户坂村、孤爪木、安藝郡山中村、中、落久保、北平原、西平原、寄田、安艺郡府中町、茂阴北等地区。
  - 原子彈爆炸当时的长崎市、西彼杵郡福田村、大浦乡、小浦乡、本村乡、小江乡、小江原乡、西彼杵郡长与村、高田乡、吉无田乡等地区。
- 原子彈爆炸后两个星期之内，因援助活动、医疗活动、亲友探访等原因、进入了广岛，长崎市内的人及其胎儿。
- 其他，因进行过尸体处理、被爆者救助活动、而身体上有可能受放射线影响的人及其胎儿。

## 被爆二世
所謂「被爆二世」，是指雙親或其中一方是原子彈被爆者，並在1946年6月1日（針對廣島原爆）或1946年6月4日（針對長崎原爆）以後出生的人。
關於被爆二世是否有遺傳性影響，目前主流觀點認為沒有明顯的遺傳影響。原爆傷害調查委員會（ABCC）針對被爆二世進行的調查中發現，新生兒異常、染色體異常、血中蛋白異常等發生率並無顯著差異。放射線影響研究所亦於2007年發表研究，指出無論是死產、畸形、染色體異常，乃至生活習慣病，均未在被爆二世中觀察到異常頻度。厚生勞動省健康局總務課亦在國會答辯中表示，依據這些研究結果，「可認為被爆二世對健康的影響是不存在的」。
2020年，廣島市與長崎市的放射線影響研究所表示，已開始準備對大約900對被爆者與其子女進行基因組（基因體）分析。研究所指出，從基因組分析中發現嚴重遺傳變異的可能性極低，並認為此研究亦可作為減輕被爆者及其後代所受歧視與偏見心理負擔的契機。
但另一方面，仍有部分意見懷疑被爆二世的健康狀況受到影響。1988年成立的「全國被爆二世團體聯絡協議會」，曾於2004年向時任厚生勞動大臣坂口力提交請願書，指出被爆二世、三世中存在健康疑慮，並要求政府採取對應措施。該會於2006年總會決議中亦指出，有部分被爆二世以與原爆症相同的症狀死亡。
在2012年6月3日於长崎原爆资料馆召開的第53回「原子彈後障害研究會」上，廣島大學名譽教授鎌田七男率領的研究團隊發表長期調查結果，指出若雙親皆為被爆者，子女罹患白血病的機率顯著上升，顯示可能存在遺傳性影響。鎌田教授表示：「這項發現只是起點（端緒）。」。

## 主要被爆者

### 廣島與長崎原子彈爆炸
在廣島市與長崎市，各有數十萬人遭受原子彈轟炸。除了日本人被爆者外，當時也有盟軍戰俘、來自當時受日本統治的東南亞地區的留學生與技術勞工，以及朝鮮人被爆者和中國人等非日本國籍的被爆者存在。
另有一些人在原爆後於距爆心地稍遠處（如醫院等）進行救援活動時，暴露於殘留放射線之下，被稱為「救護被爆者」。此外，針對因支援被爆者救援行動而受到輻射照射的「第3類被爆者」是否應認定為被爆者，尚有法律訴訟在進行中。另外，當長崎市遭原子彈轟炸時，在爆心地12公里範圍內的人們，如果所在地並不屬於政府認定的被爆區域，即便當時受到輻射，也無法領取被爆者健康手帳。這些人被稱為「被爆體驗者」。若獲得健康手帳，即可享有全額公費負擔的醫療與長照費用

#### 朝鮮籍被爆者
在二戰期間，朝鮮半島處於日本統治下，當時有許多朝鮮人在廣島市與長崎市居住。殖民時期約有兩百多萬朝鮮人因半島經濟困難而遷移至日本，另有部分人被徵召為勞工或士兵。戰後留在日本的朝鮮籍被爆者，稱為在日朝鮮人被爆者。 估計約有兩萬名朝鮮人在廣島市罹難，長崎市則約有兩千人死亡，推算廣島被爆者中約有七分之一具朝鮮血統。 然而朝鮮籍被爆者的確切人數仍不明，且由於後續大量勞工被動員前往受災區從事救援與復原工作，輻射暴露人數亦隨之增加。
長期以來，朝鮮籍被爆者在爭取原子彈被害者身分認定時面臨重重困難，常被拒絕享受健康補助，有人反映申請救濟金與被爆者手帳時遭受歧視待遇，也有人因識字障礙無法取得政府相關救助與醫療資訊。近年來，透過訴訟等方式，一部分問題逐漸獲得改善。
對朝鮮籍被爆者的紀念活動，因朝鲜半岛南北分治以及韓日關係的複雜背景而具有爭議性。冷戰時期的地緣政治緊張，使得在日朝鮮被爆者團體在爭取賠償與認同的過程中，面臨來自自身社群對朝鮮半島政權分歧的困境。
目前日本境內設有多處在日朝鮮被爆者的紀念設施，包括長崎和平公園內的朝鮮人被爆者紀念碑，以及廣島的朝鮮人被爆者慰靈碑。 廣島慰靈碑原先因位於和平紀念公園外，且碑文內容引起爭議，遭到不少反對。廣島市亦與在日本大韩民国民团及旅日朝鲜人总联合会代表共同協商，促成慰靈碑遷入和平紀念公園內，該工作於1999年完成。
截至2023年，韓國境內約有1,800名被爆者仍在世；而定居於北韓的被爆者人數，根據2018年的最新統計，約有382人仍在世。

#### 臺灣籍被爆者
戰時，部分臺灣民眾前往日本本土求學與工作。至今，尚無完整調查能精確推估當年遇害臺灣人的數量。1975年曾有推算指出，當時廣島與長崎約有數千名臺灣人居住；且過去亦有日本籍被爆者證言，指出廣島原爆當時，有10名臺灣人與其同乘一艘民間輸送船，其中漢人與原住民族各半。
2008年《被爆者援護法》修訂後，「被爆確認證」持有人得直接換發被爆者健康手帳，確立臺灣在外被爆者的官方紀錄。著名臺灣籍被爆者包括蔡崇金、水上特攻隊成員陸軍船舶特別幹部候補生周宜隆、陳賜兵、長崎醫科大學學生蘇百齡、王文其、陳新賜、施景星、陳郭明華、鄭林勝玉、施秀子（舊姓森本）、陳初音（舊姓渋江）及何慧美（舊名川浪登美子）等人。
2011年，約20名台灣籍被爆者及家屬首次組成「台灣被爆者之會」，並於11月5日在臺北市舉行成立大會，藉此向日本厚生省要求加強相關資訊提供及派遣醫療團隊來台救援。
2015年，定居臺灣且持有被爆者健康手帳的台籍被爆者人數約22人；2022年3月，厚生勞動省掌握的資料顯示僅剩11人。

#### 日裔美國被爆者
戰前，美國第一代日裔移經常安子女長期赴日本學習或探親。其中廣島縣是美國日裔移民中人數最多的來源地，長崎縣也有許多移民分布於夏威夷及美國本土。因此，在原子彈投下當時，廣島與長崎各有相當數量的美國出生的第二代日裔與在日本接受教育的日裔美國人生活於父母的故鄉。受爆影響的日裔美國人實際數量未知，但僅廣島市內估計即有約11,000人；戰後約有3,000名被爆者倖存並返回美國。
另一批被視為日裔美國被爆者的群體，是1950至1960年代隨日本移民潮來到美國者。此多為出生於日本，戰後因尋求教育和工作機會遷移美國者，其中不少是「戰爭新娘」——與美國駐日軍人結婚的日本女性。截至2014年，美國約有1,000名登記在案的日裔美國被爆者。他們可獲得日本政府的金錢補助，並接受由熟悉原爆被害者健康問題的廣島與長崎醫師每兩年一次的健康檢查。美國政府則不提供此類支援。

#### 其他外國被爆者
一名英聯邦公民及七名荷蘭戰俘（其中兩人姓名已知）被證實在長崎原子彈爆炸中喪生。據報導，至少兩名戰俘在戰後因罹患被認為與原子彈輻射有關的癌症而死亡。
一名美國戰俘喬·基約米亞當時身處長崎並倖存，據稱他所處牢房的混凝土牆擋住了原子彈的輻射，從而使他免受爆炸的直接影響。

#### 雙重被爆者
仍有少數人先後兩次皆遭遇原爆，這些人被稱為「雙重被爆者」。2005年，國立廣島原爆死難者追悼和平紀念館的調查確認了這一點。2009年3月24日，長崎市正式將山口彊的雙重被爆經歷記載於其被爆者健康手冊上，作為認證。
雖然厚生勞動省未掌握實際人數，但截至2021年2月22日，註冊於廣島與長崎兩地「國立原爆死難者追悼和平紀念館」中，記錄顯示有21位被註明為「雙重被爆」。

### 海外被爆者
1960年代，英國曾於澳洲的馬拉林加進行核子試驗。儘管該地地處偏遠，許多澳洲原住民仍被迫遷離，部分留下來的居民則遭受高劑量輻射暴露，日後證實導致嚴重的健康問題。在南太平洋地區，美國於比基尼環礁與埃內韋塔克環礁實施多次核試驗，造成大量二次輻射暴露事件，其中最為人知的是第五福龍丸事件。
法國則於阿爾及利亞撒哈拉沙漠地區實施大氣層核試驗，導致當地居民受到輻射影響並遺留嚴重後遺症。中國則在青藏高原與新疆地區實施多次大氣層核試驗，造成當地居民遭受放射性物質暴露。。蘇聯則於哈薩克的塞米巴拉金斯克基地周邊地區進行大量核試驗，均影響當地居民的健康。